# 医務官
医務官（いむかん、Medical Officer）とは、医務に従事する公務員の官職名等である。

## 医務官 (外務省)
外務省の医務官とは、在外公館に勤務し、主として医務に関する事務に従事する外務職員が用いる特別の公の名称である。「外務職員の公の名称に関する省令」（昭和27年外務省令第7号）に基くものである。現地に勤務する外交官及びその家族の健康管理に当たり、必要に応じて、現地の医療機関を紹介する。一般の在留邦人や旅行者に対する治療は、現地の医師診療資格の相互協定により禁止されている。（外務省医務官が現地で一般人の診療行為を行うと、その国の医師法違反になる。）

## 医務官 (自衛隊)
陸上自衛隊、航空自衛隊の「医務官」は、各級司令部に置かれて、保健衛生に関することを掌っており、
陸上自衛隊の医務官：「方面総監部、師団司令部及び旅団司令部組織規則」（昭和34年総理府令第62号）
航空自衛隊の医務官：「航空総隊司令部、航空支援集団司令部、航空教育集団司令部、航空開発実験集団司令部、航空方面隊司令部、航空混成団司令部及び航空団司令部組織規則」（平成元年総理府令第10号）
に基いて設けられている。
即ち、この「医務官」とは、大日本帝国陸軍の軍（師団）軍医部長に相当する、将官・佐官クラスの高級医官（軍医）である。原則として、防衛医大研究科（大学院博士課程に相当・四年間在籍する）および、それと同等とみなされる教育課程を修了した医官しか補職されない。
医務官は、
- 陸上幕僚監部衛生部長／航空幕僚監部首席衛生官（帝国陸軍の陸軍省医務局長に相当）
- 自衛隊病院長
- 方面衛生隊長

と並んで、陸上自衛隊・航空自衛隊の医官の到達しうる最高ランクのポストである。